# Argynnis diana
Argynnis diana is een vlinder uit de familie van de Nymphalidae. De wetenschappelijke naam van de soort is, als Papilio diana, voor het eerst geldig gepubliceerd in 1777 door Pieter Cramer.